# Tritonia cooperi
Tritonia cooperi là một loài thực vật có hoa trong họ Diên vĩ. Loài này được (Baker) Klatt miêu tả khoa học đầu tiên năm 1882.